# Президентская кампания Джорджа Буша — младшего (2004)
Вторая президентская кампания Джорджа Уокера Буша была анонсирована 17 мая 2003 года, когда он, уже будучи 43-м президентом США объявил о выдвижении на второй срок. В ноябре 2004 года он победил на президентских выборах, получив 50,7% голосов и 286 голосов выборщиков, превзойдя своего оппонента Джона Керри.

## Основные пункты
В своей предвыборной кампании Буш часто делал акцент на реформы, проводимые его администрацией (снижение налогов, улучшение образования, увеличение бюджета ВС США и т.д.). 
Существенное внимание он уделял осуществляемой им борьбе с терроризмом, по мнению многих журналистов его предвыборная программа была построена исключительно на этом. Тем не менее он уделял внимание также и на экономической сфере, дав обещание сделать США «самым лучшим местом для ведения бизнеса».
Он также пообещал переработать налоговый кодекс и предоставлять больше финансирования колледжам.

## Ход кампании

### Предыстория
Фактически предвыборная кампания Буша началась за практически 2 недели до её официального анонса. 6 мая 2003 года вице-президент Ричард (Дик) Чейни объявил, что снова станет напарником действующего президента на выборах 2004 года, когда тот еще не делал официальных заявлений. Чейни также заявлял, что не знает, когда Буш объявит о своей президентской кампании.
Существовали предположения, что Чейни не сможет баллотироваться на 2 срок из-за проблем со здоровьем или репутацией, которая после его причастности к скандалу, связанному с корпоративным бухгалтерским учётом находилась под угрозой подрыва.
16 мая 2003 года Буш подал документы в Федеральную избирательную комиссию США и 17 мая подтвердил свое выдвижение на второй срок. Уже на тот момент предполагалось, что у Буша не будет соперников среди его партии, и он станет кандидатом на выборах в следующем году.

### Праймериз
С 19 января по 8 июня 2004 года проходил праймериз Республиканской партии. 
Во время праймериз Буш боролся за выдвижение почти единолично, выиграв в абсолютно всех штатах с большим отрывом, получив в общей сложности 98.1% голосов и заручившись поддержкой 2509 выборщиков.

### Выдвижение
В середине лета 2004 года прошел съезд Демократической партии США, по итогам которого 29 июля сенатор от штата Массачусетс Джон Керри был номинирован в кандидата на пост президента США. Днём ранее партия выдвинула сенатора от Северной Каролины — Джона Эдвардса в вице-президенты.
2 сентября 2004 года прошел национальный съезд уже Республиканской партии, на котором Буш и Чейни были официально выдвинуты кандидатами в президенты и вице-президенты соответственно.
Буш во время кампании неоднократно акцентировал внимание на либеральных взглядах своего оппонента. Кроме того, он считал его «мягковатым» в вопросах национальной безопасности страны.

## Выборы
2 ноября состоялся день голосования. Согласно опросам в августе-сентябре за Буша и Керри были готовы отдать голоса почти равное количество избирателей.
На протяжении дня выборов журналисты были шокированы тем, что Буш проигрывал даже в традиционно Республиканских штатах — Миссисипи и Южной Каролине, однако исход выборов решился благодаря штатам, где голоса колебались. Таковых на выборах 2004 года было 4 — Айова, Нью-Мексико, Невада и Огайо.
3 ноября были оглашены результаты. Буш выиграл выборы с небольшим отрывом, получив 50,7% голосов избирателей и заручившись поддержкой 286 голосов выборщиков (изначально предполагалось, что он получил лишь 274 голоса). Керри получил 48,3% от избирателей и 251 голос от выборщиков.

В отличие от выборов 2000 года, результаты которых соперник Буша — Альберт (Эл) Гор (вице-президент в администрации Билла Клинтона) многократно пытался отменить, Керри не стал протестовать против результатов и на следующее утро после голосования признал свое поражение и позвонил Бушу, чтобы поздравить его с победой:
Сегодня я разговаривал с президентом Бушем и передал ему и Лоре наши поздравления в связи с их победой. У нас состоялся хороший разговор, и мы говорили об опасности раскола в нашей стране и о необходимости единства.

## Переходный период и инаугурация
13 декабря 2004 года состоялось голосование коллегии выборщиков, на котором победа Буша и Чейни была подтверждена. Вновь избранный президент в письме поблагодарил выборщиков в штате Огайо за активную избирательную кампанию в этом штате.
6 января 2005 года Конгресс США утвердил победу Буша. Несмотря на признание поражения кандидатом Керри, сенаторами от Калифорнии и Огайо — Барбарой Боксер и Стефани Джобс был заявлен протест против результатов выборов. Парламент ожидаемо отклонил его, получив одобрение лишь у 31 члена Палаты представителей и одного сенатора.
20 января 2005 года состоялась инаугурация, где Буш и Чейни принесли присягу и вступили в должности президента и вице-президента соответственно на второй срок.